# Rhyacia oxytheca
Rhyacia oxytheca är en fjärilsart som beskrevs av Charles Boursin 1957. Rhyacia oxytheca ingår i släktet Rhyacia och familjen nattflyn. Inga underarter finns listade.